# Cuadrilátero venoso de Rogie
El cuadrilátero venoso de Rogie es una región anatómica situada en la parte posterior del cuello del páncreas. Está limitado superiormente por la vena esplénica, posteroinferiomente por la vena renal izquierda, lateralmente por la vena mesentérica inferior y medianamente por la vena mesentérica superior. Dentro del cuadrilátero venoso de Rogie pasan 2 estructuras arteriales: la aorta abdominal dividiéndolo en 2 partes y la arteria mesentérica superior, la cual nace de la aorta abdominal y se dirige desde el centro hacia medial. 
Esta región es de suma importancia ya que es el lugar donde se forma la vena porta por la unión de la vena esplénica y la vena mesentérica inferior.